# Boston Creek
Der Boston Creek ist ein 70 Kilometer langer rechter Nebenfluss des Fish River im zentralen Süden der Seward-Halbinsel im Westen des US-Bundesstaats Alaska. 

## Verlauf
Der Boston Creek entspringt im Westen der Bendeleben Mountains auf einer Höhe von etwa 670 m. Er fließt anfangs in einem Bogen nach Nordosten und Osten durch das Bergland. Der Fluss wendet sich schließlich nach Süden und verlässt das Gebirge. Er erreicht die südlich der Bendeleben Mountains vorgelagerte Beckenlandschaft. Diese durchfließt er in südsüdöstlicher, später in ostsüdöstlicher Richtung. Dabei weist der Boston Creek ein stark mäandrierendes Verhalten auf. 

## Name
Benannt wurde der Fluss im Jahr 1901 nach einem Prospektor.